# Gerard (beat)
|  | Per a altres significats, vegeu «Gerard». |

Gerard (ca. 1035-1040 - 3 de setembre de 1120), amb diversos possibles cognoms Tum, Tunc, Tenque o Thom o fins i tot Sasso, fou un noble que marxà a les Croades i hi esdevingué fundador de l'Orde de Sant Joan de Jerusalem o de l'Hospital i primer gran mestre de l'orde, i també fundador de l'Orde de Sant Llàtzer de Jerusalem. És venerat com a beat per l'Església catòlica.

## Vida
Va néixer, possiblement, a Amalfi o segons altres fons a Martigues, a la Provença; altres fonts diuen que va néixer al Château d'Avesnes, a l'Hainaut. És possible el Gerard du Tunc citat a les fonts antigues com a primer mestre de l'Orde Hospitaler sigui Gerardo da Tonco, cavaller d'Asti que va marxar a la Primera Croada.
De família noble, Gerard es va dirigir a Jerusalem, on hi havia un hospital de pelegrins al monestir benedictí de Santa Maria Llatina de Jerusalem. Mentre Jerusalem depenia del soldà d'Egipte, l'activitat dels cristians no tenia obstacles, però a partir de 1071, quan va passar a mans dels seljúcides, les esglésies i hospitals van ser tancats. La persecució va ser la causa immediata de la Primera Croada i, en 1099, Jofré de Bouillon va conquerir Jerusalem.
La llegenda diu que Gerard subministrava aliments i informació als cristians durant el setge de la ciutat: els llençava pans, que, en ésser descobert, es transformaven en pedres per no delatar-lo.
Quan Jerusalem va quedar en mans cristianes, Gerard va organitzar un nou hospital per als pelegrins, dedicant-hi l'església a sant Joan Baptista. L'hospital havia de proporcionar acolliment i assistència pastoral als pelegrins, malalts i indigents. Simultàniament, per a protegir-los als camins encara insegurs, va reclutar soldats croats.
D'aquí va sorgir el nou orde religiós militar que, sota la protecció de Sant Joan, va rebre el reconeixement papal de Pasqual II el 1113, a través de la butlla Geraudo institutori ac praeposito Hirosolimitani Xenodochii. Aquesta butlla fou renovada i ampliada per Calitx II poc abans de la mort de Gerard el 1120. És l'Orde de l'Hospital de Sant Joan de Jerusalem, que amb el temps esdevindria el Sobirà Militar Orde de Malta.
L'orde va tenir la protecció de la Santa Seu i l'ajut dels reis de Jerusalem, Portugal, Castella i Lleó.
Gerard morí a Jerusalem el 3 de setembre de 1120.